# Biblioteca Real de Turín
La Biblioteca Real de Turín (en italiano, Biblioteca Reale di Torino) es uno de los más importantes museos de esta ciudad italiana.
Fue instituida por Carlos Alberto de Cerdeña en el año 1839 y actualmente conserva y protege cerca de 220 000 volúmenes, 4.500 manuscritos, 3.000 dibujos, 187 incunables y otros elementos como periódicos o mapas. Los fondos derivan principalmente de las colecciones saboyanas.
Un papel fundamental para el desarrollo de esta institución fue el bibliotecario llamado Domenico Promis, que colaboró con el rey en la recogida y organización de material sobre la historia de los antiguos Estados Sardos y sus asuntos militares, de heráldica y de numismática. 
Hasta finales de 2006 la Biblioteca era dirigida por Giovanna Giacobello Bernard. Desde entonces  la directora es Maria Letizia Sebastiani.
Entre todos los objetos de esta colección, el más conocido es el Autorretrato de Leonardo da Vinci que se encuentra en un subterráneo del museo. Se trata de una cámara blindada estudiada para resistir a los incendios, terremotos, además de los impactos de objetos aéreos del edificio. Este habitáculo alberga trece dibujos de Leonardo, además de otros seis de la escuela leonardesca.